# Фармингтън
Вижте пояснителната страница за други значения на Фармингтън.
Фармингтън (на английски: Farmington) е град в окръг Дейвис, щата Юта, САЩ. Фармингтън е с население от 12 081 жители (2000) и обща площ от 20,1 km². Намира се на 1312 m надморска височина. ЗИП кодът му е 84025, а телефонният му код е 801.